# Afromastax minima
Afromastax minima är en insektsart som beskrevs av Marius Descamps 1977. Afromastax minima ingår i släktet Afromastax och familjen Thericleidae. Inga underarter finns listade i Catalogue of Life.